# 由美かおる
由美 かおる（ゆみ かおる、1950年〈昭和25年〉11月12日 - ）は、日本の女優、歌手。本名：西辻 由美子（にしつじ ゆみこ）

## 人物
京都府京都市生まれ、6歳から兵庫県川西市で育つ。血液型A型。身長157cm。体重44kg。スリーサイズはB86cm W58cm H86cm。本人によると、スリーサイズはデビュー当時（15歳）から現在までほぼ変わっていないという。私立梅花高校中退。株式会社Made Born Japanと業務提携。
1962年、小学6年生の時に「西野バレエ団」へ入団。1966年に『11PM』で歌って踊れる歌手としてデビューし、抜群のプロポーションと愛らしい風貌と網タイツ姿で人気を集める。同年の『まんがシンチョー』にも出演。
1967年の金井克子や奈美悦子らと「レ・ガールズ」結成後は、音楽番組『レ・ガールズ』（日本テレビ）に共演し、ミニスカート姿でマリリン・モンローのレパートリー等を歌って踊るシーンが話題を呼んだ。単独では他にも『ヤング720』（東京放送(TBS)）などのレギュラー番組や映画、ステージ出演などで多忙となった。
歌手としては、1967年からのクラウンレコードを皮切りに、フィリップス・レコード、ミノルフォン、コロムビア・レコードと転籍する中で、『レモンとメロン』『炎の女』『しなの川』（後述する同名映画の主題歌）『別れる前に』『ちぎれ雲』などを発表する。
女優としては、1966年に映画『夜のバラを消せ』でデビュー。22歳で出演した1973年の映画『同棲時代-今日子と次郎-』で初ヌードを披露し、由美の後ろ姿のヌードを載せたポスターも話題になった。また、「同棲」という言葉が流行して本作は社会現象にもなり、結果として由美が本格的な女優に脱皮する作品となった。
同年には映画『しなの川』にも出演、美しい和服姿と大胆なオールヌード、処女喪失シーンが話題となった。他にも1974年の『ノストラダムスの大予言』『エスパイ』、1976年の『超高層ホテル殺人事件』でもヌードを披露している。同年東映の大ヒット映画「トラック野郎シリーズ」4作目『トラック野郎・天下御免』のマドンナ役で出演、同時に『夜のひとりごと』が挿入歌として使用された。
1986年から、人気時代劇『水戸黄門』に「かげろうお銀」役でレギュラー出演。なお、同シリーズには、「かげろうお銀」役以前から何度もゲスト出演をしていた。番組の中で披露される由美の入浴シーンは名物となり（後述）、「疾風のお娟」と名前を変えて活躍した。1986年11月10日草の根保守運動として開催された「天皇陛下御在位60年大奉祝祭」の銀座七丁目前の式典で挨拶をしている。
『水戸黄門第41部』（2010年4月12日 - 6月28日）をもって、同ドラマのレギュラー出演を降板することを正式に発表した。
2019年3月27日に37年振りとなるニューアルバム『Jewel Box』を発売、キャリア初のインストアライブを開催し、アコーディオンでの弾き語りも披露した。これをきっかけに歌手活動を再開し、以後不定期ではあるが、ジャズコンサートを開催している。
2022年2月、59年間在籍した西野バレエ団を退団した。
遡って『水戸黄門』シリーズ出演終了後から東京都港区で暮らしていることから、2023年4月に東京都港区の観光大使に任命された。

## エピソード

### 子供時代
京都で青果店を営む両親と、祖母、3人きょうだい（兄が2人いる）の末っ子として育った。3歳頃からバレエを習い始め、6歳で兵庫県に引っ越してからはバレエの他、ピアノと歌も習い始め、そろばん塾にも通った。
小学6年生の時、友だちに誘われて大阪にあった西野バレエ団に入団し、創始者の西野皓三と出会う。中学3年生の頃、当時テレビ番組の企画や振り付けを手掛ける西野から「『11PM』で歌って踊るコーナーができたから出てみないか？」と勧められた。父から芸能界入りを猛反対されたが、ハンガーストライキをしたり、西野の説得によりデビューが決まった。
『11PM』ではミニスカートに網タイツ、ハイヒールで溌剌とした姿で、ドリス・デイの「ティーチャーズ・ペット」を歌いながら踊った。由美のクリクリした目の愛らしい顔も相まって、視聴者から「あのかわいい子は誰？」との問い合わせが殺到した。その後も仕事の依頼が続いて本格的に芸能活動をするため16歳で上京し、女性マネージャーと共同生活を始めた。

### 『水戸黄門』関連
『水戸黄門』シリーズには、初代黄門（東野英治郎）時代にゲストで6回出演した後、2代目黄門（西村晃）の時に「かげろうお銀」としてレギュラー出演を開始。ゲスト出演した時点で入浴シーンはあったが、お銀になった当初は入浴シーンは毎回ではなかった。由美によると、とあるクイズ番組で「お銀は何時何分にお風呂に入るか？」というクイズが出された。この話を聞いた『水戸黄門』のプロデューサーが、「そんなに話題になっているなら、毎回お銀をお風呂に入れよう」ということになり、お銀の入浴シーンが定番化したという。
『水戸黄門』シリーズの入浴シーンは、1986年4月の初披露から2010年に降板するまでの24年間で計204回を数えた。これは極めて異例であり、2022年現在「1ドラマシリーズにおける1俳優の入浴シーン放映回数の世界最多記録」として、ギネス・ワールド・レコーズに申請中である。ゲスト出演を経て、水戸黄門一行に「かげろうお銀」としてレギュラー入りする回では、黄門との混浴シーンを演じている。ちなみに『水戸黄門』の入浴シーンでは、ベージュの水着を着ていた。
降板後のシリーズでは由美の実質的後継者として、同年秋から放送予定の水戸黄門第42部から雛形あきこが新キャラクター（由美が演じてきた役とは別の新しい役）として起用された。また、第1話と第22話で由美がゲスト出演し、新旧両女優が共演することも決まった。
『水戸黄門』シリーズでお銀が着る忍者の衣装デザインは、本人の考案。バレエの網タイツに、着物をミニスカート風に短くした衣装を考え、そのデザインを洋服屋に持ち込んで製作してもらった。また、本人の中で「ミニスカート＝お銀」のイメージがあったことから、同役を演じていた時期の私生活では敢えてロングスカートを穿いて脚を見せないようにしていた。
合気道四段の猛者でもあり、本人は後に「お銀役では合気道とバレエの経験が役に立った」と回想している。このため本作では、今尚華麗なアクションでお茶の間を楽しませているアクション女優としての一面もある。『水戸黄門』シリーズに出演していた頃は、撮影場所である京都で25年間暮らしていた。

### スタイル維持と呼吸法など
先述の通り、現在（2022年時点で72歳）もデビュー当時と変わらぬ体型を維持している。本人は、「仕事で決まった時間に食事ができない中で若さを保ちつつ健康でいられるのは呼吸法のおかげ」としている。
毎朝、ブリージングと合わせてストレッチも行っており、本人によると72歳になった現在（2022年）でもY字バランスができるという。日常生活では食事制限などはしておらず、好きなものを好きなだけ食べている。特に米が大好き。また、同団の退団後に「みんなにも健康で美しくなってほしい」との思いから、美と健康をテーマにした「由美かおるのブリージング（呼吸法）レッスン」を始めた。このブリージングは上記呼吸法を高齢者にも無理なくできるようアレンジしたものを用いており、介護施設などで伝える活動をしている。

## その他

アース製薬 由美かおる&水原弘（兵庫県篠山市）

昭和40年代には、アース製薬（大塚グループ）の蚊取り線香「アース渦巻」のCMキャラクターとして起用されていた。この宣伝を兼ねたホーロー看板は、ほとんど必ずと言っていいほど水原弘の「ハイアース」（稀に松山容子の「ボンカレー」）と一対になって街中いたる所に貼り出され、現在でも運が良ければ鄙びた山間部のバス停や古い農家の土壁などで目にすることができる。
グラビア撮影についてはヘソ出しがNGのようで、ヌードであってもヘソを見せていない。
歌手活動時に、後にガロに参加するMARKこと、堀内護が在籍していた「ジ・エンジェルス」がバックバンドを務めていたことがあった。
1960年代後半に『ヤング720』でイタリアの取材で知り合ったレコード会社の社長からの依頼により、現地でレコードを発売。ヴェネツィア音楽祭で歌を披露すると反響が大きかったことから、ブラジルやチリの音楽祭にも招待された。
出身地、兵庫県川西市の源氏のふるさと大使などを務める。
1979年7月21日、羽田から和歌山県南紀白浜行きの東亜国内航空（当時）381便のYS-11に搭乗したが、離陸後に後輪の左車輪が故障し、出せなくなっていることが判明した。同機は羽田に引き返し、前輪と後輪が右側のみの片輪で着陸した。着陸後、速度が落ちた機体は脚のない左後方に大きく傾き、胴体を滑走路に激しく擦りつつ、機体の前後がほぼ逆に向いた状態で何とか停止。幸いにも爆発や炎上などはなく、由美を含めた乗員乗客は全員無事だった。なおこの時のYS-11機長とは、2004年にみのもんた司会のテレビ番組の中で対面をしている。
プライベートで着る洋服は主に、若い女性が行くような洋服屋（ユニクロ、「ZARA」、「H&M」など）で買っている。また立地的に所属事務所が渋谷の近くにあるため、週に1度、渋谷109に通いギャルファッションにチャレンジしている。
関西で生まれ育ったが、父がプロ野球チーム・読売ジャイアンツファンでその影響を受けて本人も巨人ファンである。デビューから間もなく仕事で巨人軍に取材に行く機会があり、その時長嶋茂雄や王貞治と並んで撮った写真は「私の宝物」としている。

### 著名なファンなど
由美のファンは著名人にも多い。『日本沈没』『エスパイ』の原作者である小松左京は由美のファンで、映画『エスパイ』のキャスティングの際、彼が由美を希望したことから出演が決まった。1973年の映画『日本沈没』にも小松からヒロイン役で出演を依頼されたが、スケジュールの都合で実現しなかった。翌1974年のドラマ版『日本沈没』にヒロイン役で出演を果たした。
嵐寛寿郎もファンで、『同棲時代』公開時に「由美のヌードをむやみやたらに人に見せるのは良くない」との理由から、落語家・林家木久蔵（現・林家木久扇）と2人で自転車に乗って街なかに貼られた、由美の後ろ姿のヌードが載る本作のポスターを剥がして回ったという。
漫画家・手塚治虫は由美のコケティッシュなイラストを、洋画家・東郷青児は彼女のデッサンをそれぞれ残している。
石原裕次郎は先述の由美のテレビ初出演である『11PM』の回をたまたま見て、主演映画『夜のバラを消せ』の相手役に抜擢した。同作の撮影期間中は関西在住の中学生3年生か高校1年生だったため、石原の妻・まき子のはからいで石原家に泊めてもらった。また、石原が運転するガルウィングドアタイプのスポーツカーに乗せてもらって毎回撮影所に通っていた。
2002年にノーベル物理学賞を受賞した小柴昌俊が由美の大ファンで知られ、彼のノーベル賞受賞パーティーでは、由美が花束を贈呈した。衆議院議員の渡部恒三も大ファンで、2006年に渡部の民主党国対委員長就任時にプレゼントを贈った。

## 出演作品

### 映画
- 夜のバラを消せ（1966年、日活） - 鶴代 役
- 嵐を呼ぶ男[2]（1966年、日活） - 牧村阿矢 役
- 恋のメキシカンロック 恋と夢と冒険（1967年、松竹） - マリコ 役
- 銀の長靴（1967年、松竹） - 有木久美 役
- レッツゴー!高校レモン娘（1967年、松竹） - 小倉由美子 役
- バラ色の二人（1967年、松竹） - 斎藤弓子 役
- シンガポールの夜は更けて（1967年、松竹） - 王明芳 役
- 初恋宣言（1968年、松竹） - 村山真由美 役
- ミニミニ突撃隊（1968年、松竹） - 国行薫 役
- 海はふりむかない（1968年、松竹） - ゴーゴークラブ歌手 役
- コント55号とミーコの絶体絶命（1971年、松竹） - 中川秀子 役
- 同棲時代 -今日子と次郎-（1973年、松竹） - 飛鳥今日子 役
- しなの川[2]（1973年、松竹） - 高野雪絵 役
- ノストラダムスの大予言（1974年、東宝） - 西山まり子 役[22][5]
- エスパイ（1974年、東宝） - マリア原田 役[22]
- おしゃれ大作戦（1976年、東宝） - 大石由里子 役
- 超高層ホテル殺人事件（1976年、松竹） - 浅岡友紀子 役
- トラック野郎・天下御免（1976年、東映） - 我妻和歌子 役
- 火の鳥（1978年、東宝） - ウズメ 役

### テレビドラマ
- かあさん握手だ（1966年、日産スター劇場 / 日本テレビ）
- 恋人たち（1966年、NET）
- 窓からコンチワ（1967年4月1日 - 9月30日、TBS） - つや子 役
- こりゃまた結構（1967年、TBS）
- ぼん太のド・サイケ紳士録（1968年 - 1969年、TBS）
- それゆけ!5人娘（1969年、TBS）
- 見合い恋愛（1969年、日本テレビ）
- 銀河テレビ小説（NHK総合）
  - 結婚（1969年）
  - おおい雲（1971年）
  - お元気ですか（1974年）
- フラワーアクション009ノ1（1969年10月7日 - 12月30日、フジテレビ / 東映） - ハート 役
- 東京の山賊 （1970年、NHK総合） - ヒロコ 役
- うなぎのぼり鯉のぼり（1972年4月8日 - 7月1日、NET） - 悦子 役
- 夫婦学校(2) 第18回「娘の縁談」（1973年、日本テレビ）
- どてらい男 丁稚・独立篇（1973年10月2日 - 1975年3月25日、関西テレビ） - 前戸弥生 役
- 女・その愛のシリーズ（NET）
  - たけくらべ（1974年）
- 東芝日曜劇場（TBS）
  - 花時計（1974年）
  - 貴船の蛍（1977年）
  - 新世界裏町・妹よ泣くな（1978年）
  - 通天閣横丁　たびだち（1979年）
- 日本沈没（1974年 - 1975年、TBS） - 阿部玲子 役
- 座頭市物語 第26話「ひとり旅」（1975年、フジテレビ） - お由美 役
- ナショナル劇場・ パナソニック ドラマシアター（TBS）
  - 水戸黄門[2]（C.A.L）
    - 第6部 第2話「哀愁稗搗節 -宮崎-」[注釈 6]（1975年4月7日） - お鶴 役
    - 第7部 第33話「十七年目の泣き笑い -伊勢崎-」（1977年1月3日） - おてる 役
    - 第8部 第12話「掏ってしまった仇討免状 -松阪-」（1977年10月3日） - お吉 役
    - 第10部 第8話「関所の沙汰は銭次第 -新居-」（1979年10月1日） - お駒 役
    - 第12部 第19話「初春姫君替え玉騒動 -姫路-」（1982年1月4日） - 雅姫・お蝶 役 ※一人二役
    - 第13部 第20話「女桃太郎の鬼退治 -博多-」（1983年2月28日） - 桃太郎 役
    - 第14部 第33話「じゃじゃ馬娘の婿選び -姫路-」（1984年6月11日） - 小百合 役
    - 第16部 - 第28部（1986年 - 2000年） - かげろうお銀 役
    - 第27部 第11話「嘘を承知でお銀の花嫁 -八戸」（1999年5月31日）[23] ※かげろうお銀との一人二役
    - 第28部 第4話「風雲渦巻く駿府城! -駿府・江尻-」（2000年4月3日） - おしず 役[23] ※かげろうお銀との一人二役
    - 第29部 - 第41部（2001年 - 2010年） - 疾風のお娟 役
    - 第36部 第15話「お娟が挑んだ女の対決 -徳山-」（2006年11月13日） - 浪路 役[23]  ※疾風のお娟との一人二役
    - 第42部 第1話「お前は助さん俺は格さん -水戸・江戸-」（2010年10月11日）、第22話「お命頂戴！御老中 -水戸-」（2011年3月21日）、最終回スペシャル（2011年12月19日） - お娟 役

  - 江戸を斬るVI（1981年2月16日 - 8月24日、C.A.L） - お京 役
  - 水戸黄門外伝 かげろう忍法帖（1995年5月2日 - 9月4日、C.A.L） - かげろうお銀 役
  - 南町奉行事件帖 怒れ!求馬 第3話「歌麿美人画の謎」（1997年11月17日、C.A.L） - 高島ひさ 役
- 土曜ドラマ（NHK総合）
  - この町の人（1975年）
  - およね平吉時穴道行（1977年）
- 禁じられた美徳（1976年、毎日放送）
- 痛快!河内山宗俊 第22話「桃の節句に由紀を見た」（1976年、フジテレビ）
- マチャアキの森の石松 第24話 - 第26話（1976年、NET）
- 高原へいらっしゃい（1976年、TBS） - 北上冬子 役
- 火曜日のあいつ（1976年、TBS） - 中原章子 役
- 新・座頭市 第1部 第21話「契り髪」（1977年、フジテレビ）
- 新・河原町東入ル（1977年、関西テレビ）
- 土曜グランド劇場（日本テレビ）
  - 近眼ママ恋のかけひき（1977年）
- 美しき背信（1978年、東京12チャンネル）
- 幸福の断章（1978年、毎日放送）
- ゆうひが丘の総理大臣（1978年 - 1979年、日本テレビ） - 百田桜子 役
- 江戸の激斗 第20話「傷だらけの二人」（1979年、フジテレビ） - 菊松 役
- ミラクルガール（1980年、東京12チャンネル / 東映） - 桂未知子 役
- お初天神（1980年、よみうりテレビ）
- 時代劇スペシャル（フジテレビ）
  - 大奥悪霊の館（1981年）
  - 髑髏検校（1982年）
- 松平右近事件帳 第50話「闇に咲く花なみだ花」（1983年、日本テレビ） - お艶 役
- 連続アクチュアルドラマ・部長刑事 第1293話「真夜中の野獣パーティー」（1983年、朝日放送）
- 遠山の金さん 第1シリーズ 第71話「おんな一心太助と深海の美女!」（1983年、テレビ朝日 / 東映）
- ああ嫁姑（1985年、毎日放送）
- 水曜グランドロマン（日本テレビ）
  - 女忍かげろう組<弍>（1990年）
  - 女忍かげろう組<参>（1991年）
- まんてん（2003年、NHK総合） - しろがね直次郎 役

### 単発ドラマ
- 土曜ワイド劇場 東京空港殺人事件（1977年、テレビ朝日）
- 原色の蝶は見ていた 死の匂い（1978年、テレビ朝日）
- 江戸川乱歩の黄金仮面 妖精の美女（1978年12月30日、テレビ朝日 / 松竹） - 不二子 役
- 逃げるヌードモデル（1984年、テレビ朝日）
- 月曜ミステリー劇場・おばさん会長・紫の犯罪清掃日記 ゴミは殺しを知っている5（2003年、TBS） - 三輪小百合・楠木小春 役

### 情報・バラエティ番組
- ヤング720（1966年 - 1968年、TBS） - 司会
- レ・ガールズ（1967年 - 1968年、日本テレビ）
- ヒット大作戦（1971年、日本テレビ） - 司会
- スターむりむりショー（1974年、日本テレビ） - 司会
- サウンド・イン"S"（TBS） - 司会
- ドリフと女優の爆笑劇場（テレビ朝日）
- オールスター感謝祭（TBS）
- 熱中世代 大人のランキング（2017年12月9日、BS朝日）
- 名医のTHE太鼓判!余命宣告3時間SP★ストレスで寿命縮む!?由美かおる健康法（2017年12月11日、TBS）
- 行列のできる相談所「バラエティー初潜入! 嵐山の絶景を楽しめる平日でも最大3時間待ちの蕎麦屋」（2023年3月19日、日本テレビ）
- ぶらサタ・タカトシ温水の路線バスで!由美かおると行く!水戸黄門の旅（2024年3月16日、フジテレビ）

### コマーシャル
- 大塚グループ
  - アース製薬「蚊取り線香」「ごきぶりホイホイ」
  - 大塚製薬「ウレパールプラス」
- 三共（現：第一三共ヘルスケア）「ルルゴールド」
- 富士写真フイルム ビデオテープ（藤本義一と共演。1980年）
- ミネオ企画「PROTAIN SLIM No.1」
- 八千代銀行 イメージキャラクター（2007年 - 2008年）
- ランドマーク税理士法人

### 吹き替え
- 紅い旋風ワンダーウーマン（1980年 - 1981年、フジテレビ） - ダイアナ・プリンス 役

### 舞台
- 東宝ミュージカル グリース（1977年11月3日 - 27日、日本劇場） - サンディ 役

### ラジオ
- 由美かおるの今夜はペパーミント気分!（文化放送）
- 由美かおるのワンツーヘルシー

### その他
- 水戸黄門のお年寄りの交通安全（1997年、東映教育映像部） - かげろうお銀 役
- 鞍馬天狗のお年寄りの交通安全（2002年、東映教育映像部） - 婦人警察官 役
- かげろうお銀のお年寄りの交通安全（2003年、東映教育映像部） - かげろうお銀 役

## 書籍

### 著書
- 美しくなるための合気道（1983年9月、講談社）ISBN 978-4062005340
- 西野流呼吸法 - バイオスパーク（1985年5月、講談社）ISBN 978-4062018722
- 由美かおるのダイナフロービクス - 呼吸の神秘が体を変える（1986年3月、徳間書店）ISBN 978-4195031568
- 由美かおるの西野流呼吸法（1988年7月、読売新聞社）ISBN 978-4643880588
- 若さのビューティー・スパーク - 西野流呼吸法が究めた（2003年1月、竹書房）ISBN 978-4812411247
- 美齢 - 西野流呼吸法のアンチ・エイジング（2004年5月、サンマーク出版）ISBN 978-4763195821
- スリムな体で弾む毎日 - 西野流呼吸法が究めた（2005年11月、竹書房）ISBN 978-4812423707
- ラビアンローズ - 夢がいっぱい わたしの人生（2010年9月27日、メディアックス）ISBN 978-4862016317

＊ 由美かおる ブリージン・レッスン　人生100年時代を生き抜くための神呼吸術（2023年10月6日、白秋社）ISBN 978-4434325403

### 写真集
- 由美かおる写真集 - 週刊プレイボーイ特別編集（1982年、集英社）
- 妖精の舞踏（1998年9月、竹書房）ISBN 978-4812404195
- 生まれたままの妖精（2001年1月、講談社）ISBN 978-4063389562

### インタビュー
中村 深海／著『永遠の東宝映画俳優』由美かおるインタビュー　くまがい書房、2014年

## ディスコグラフィ

### シングル
| #  | 発売日          | 曲順 | タイトル                  | 作詞         | 作曲             | 編曲             | レーベル        | 規格品番 |
| -- | --------------- | ---- | ------------------------- | ------------ | ---------------- | ---------------- | --------------- | -------- |
| 1  | 1967年 2月10日  | A面  | レモンとメロン            | 水島哲       | 浜口庫之助       | 小杉仁三         | 日本 クラウン   | CW-627   |
| 1  | 1967年 2月10日  | B面  | みんなあげましょう        | 水島哲       | 浜口庫之助       | 小杉仁三         | 日本 クラウン   | CW-627   |
| 2  | 1967年 5月1日   | A面  | 銀の長靴                  | 関根浩子     | 小杉仁三         | 小杉仁三         | 日本 クラウン   | CW-657   |
| 2  | 1967年 5月1日   | B面  | ライラックの恋            | 水島哲       | 山木幸三郎       | 山木幸三郎       | 日本 クラウン   | CW-657   |
| 3  | 1967年 8月1日   | A面  | いたずらっぽい目          | 水島哲       | 米山正夫         | 重松岩雄         | 日本 クラウン   | CW-717   |
| 3  | 1967年 8月1日   | B面  | ストロベリー・キッス      | 水島哲       | 米山正夫         | 重松岩雄         | 日本 クラウン   | CW-717   |
| 4  | 1967年 10月10日 | A面  | レッツ・ゴー!高校レモン娘 | 小久保和江   | 津々美洋         | 柳田六合雄       | 日本 クラウン   | CW-736   |
| 4  | 1967年 10月10日 | B面  | ポプラの小径              | 水島哲       | 津々美洋         | 柳田六合雄       | 日本 クラウン   | CW-736   |
| 5  | 1967年 11月1日  | A面  | ジングル・ベル            | 高田三九三   | J.Pierpont       | ペペ・メルト     | 日本 クラウン   | CW-761   |
| 5  | 1967年 11月1日  | B面  | 赤鼻のトナカイ            | 水島哲       | J.Marks          | ペペ・メルト     | 日本 クラウン   | CW-761   |
| 6  | 1968年 2月10日  | A面  | 星空のシェドン            | 水島哲       | 鈴木邦彦         | 鈴木邦彦         | 日本 クラウン   | CW-793   |
| 6  | 1968年 2月10日  | B面  | だけど好きなの            | 水島哲       | 鈴木邦彦         | 鈴木邦彦         | 日本 クラウン   | CW-793   |
| 7  | 1968年 7月1日   | A面  | わたしの願い              | 水島哲       | 米山正夫         | 小杉仁三         | 日本 クラウン   | PW-32    |
| 7  | 1968年 7月1日   | B面  | 涙のラヴ・レター          | 水島哲       | 米山正夫         | 小杉仁三         | 日本 クラウン   | PW-32    |
| 8  | 1969年 4月1日   | A面  | 珊瑚のくちびる            | 水沢圭吾     | 高橋五郎         | 高橋五郎         | 日本 クラウン   | PW-54    |
| 8  | 1969年 4月1日   | B面  | シャネルの夢              | 水沢圭吾     | 高橋五郎         | 高橋五郎         | 日本 クラウン   | PW-54    |
| 9  | 1969年 7月1日   | A面  | デートの日記              | 加藤日出男   | 叶弦大           | 小杉仁三         | 日本 クラウン   | PW-65    |
| 9  | 1969年 7月1日   | B面  | 風のようなあの人          | 加藤日出男   | 叶弦大           | 小杉仁三         | 日本 クラウン   | PW-65    |
| 10 | 1969年 8月10日  | A面  | 愛の風船                  | 岡田忠和     | 岡田忠和         | 藤井淳           | 日本 クラウン   | PW-70    |
| 10 | 1969年 8月10日  | B面  | ふたりの渚                | 八反ふじを   | サトウ進一       | 藤井淳           | 日本 クラウン   | PW-70    |
| 11 | 1969年 12月1日  | A面  | ラスト・デート            | 水島哲       | 中川博之         | 高橋五郎         | 日本 クラウン   | PW-80    |
| 11 | 1969年 12月1日  | B面  | 緑の谷間へ帰ろうよ        | 水島哲       | 中川博之         | 高橋五郎         | 日本 クラウン   | PW-80    |
| 12 | 1970年 5月1日   | A面  | 二人の朝を                | 丹古晴己     | 鈴木淳           | 小谷充           | 日本 クラウン   | PW-93    |
| 12 | 1970年 5月1日   | B面  | 雨に逢いたくて            | 丹古晴己     | 鈴木淳           | 小谷充           | 日本 クラウン   | PW-93    |
| 13 | 1971年 3月1日   | A面  | タバコの火を消して        | 白鳥朝詠     | 大門としお       | 大門としお       | フィ リップス   | FS-1171  |
| 13 | 1971年 3月1日   | B面  | 考え直して                | 山上路夫     | 高見弘           | 高見弘           | フィ リップス   | FS-1171  |
| 14 | 1971年 7月1日   | A面  | 地球の裏側                | 北山修       | 都倉俊一         | 高見弘           | フィ リップス   | FS-1204  |
| 14 | 1971年 7月1日   | B面  | 別れがきたら              | 有馬三恵子   | 高見弘           | 高見弘           | フィ リップス   | FS-1204  |
| 15 | 1971年 9月1日   | A面  | あこがれ                  | ちあき哲也   | 筒美京平         | 高田弘           | フィ リップス   | FS-1218  |
| 15 | 1971年 9月1日   | B面  | どうして                  | 有馬三恵子   | 筒美京平         | 高田弘           | フィ リップス   | FS-1218  |
| 16 | 1972年 2月1日   | A面  | もいちど河原町            | 山口洋子     | 鈴木淳           | 馬飼野俊一       | フィ リップス   | FS-1231  |
| 16 | 1972年 2月1日   | B面  | ふるさとの初恋            | 山口洋子     | 鈴木淳           | 馬飼野俊一       | フィ リップス   | FS-1231  |
| 17 | 1972年 7月1日   | A面  | 恋は1/2                   | 有馬三恵子   | すぎやまこういち | すぎやまこういち | フィ リップス   | FS-1709  |
| 17 | 1972年 7月1日   | B面  | 憎いあなた                | 有馬三恵子   | 久仁みつる       | 葵まさひこ       | フィ リップス   | FS-1709  |
| 18 | 1972年 12月1日  | A面  | 女の糸                    | 千家和也     | 井上忠夫         | 馬飼野俊一       | フィ リップス   | FS-1724  |
| 18 | 1972年 12月1日  | B面  | 私はどうなるの            | 千家和也     | 井上忠夫         | 馬飼野俊一       | フィ リップス   | FS-1724  |
| 19 | 1973年 6月1日   | A面  | 炎の女                    | 千家和也     | 森田公一         | 竜崎孝路         | フィ リップス   | FS-1750  |
| 19 | 1973年 6月1日   | B面  | ラブ・スキャンダル        | 千家和也     | 森田公一         | 竜崎孝路         | フィ リップス   | FS-1750  |
| 20 | 1973年 10月1日  | A面  | しなの川〜雪のさだめ      | 阿久悠       | 市川昭介         | 竜崎孝路         | フィ リップス   | FS-1771  |
| 20 | 1973年 10月1日  | B面  | 雪絵という女              | 阿久悠       | 市川昭介         | 竜崎孝路         | フィ リップス   | FS-1771  |
| 21 | 1974年 5月1日   | A面  | ジャンポ!                 | 伊藤アキラ   | 森田公一         | 竜崎孝路         | フィ リップス   | FS-1790  |
| 21 | 1974年 5月1日   | B面  | ドン・ズバ!               | 伊藤アキラ   | 森田公一         | 竜崎孝路         | フィ リップス   | FS-1790  |
| 22 | 1974年 8月1日   | A面  | 花の片想い                | 平松邦宏     | 森田公一         | 竜崎孝路         | フィ リップス   | FS-1798  |
| 22 | 1974年 8月1日   | B面  | 恋のまね事                | なかにし礼   | 森田公一         | 竜崎孝路         | フィ リップス   | FS-1798  |
| 23 | 1975年 8月      | A面  | 別れる前に                | なかにし礼   | 中村泰士         | 馬飼野俊一       | ミノル フォン   | KA-559   |
| 23 | 1975年 8月      | B面  | 眠れないの                | なかにし礼   | 中村泰士         | 馬飼野俊一       | ミノル フォン   | KA-559   |
| 24 | 1976年 5月      | A面  | 雨のエレジー              | なかにし礼   | 中村泰士         | 竜崎孝路         | ミノル フォン   | KA-597   |
| 24 | 1976年 5月      | B面  | 草原慕情                  | なかにし礼   | 中村泰士         | 竜崎孝路         | ミノル フォン   | KA-597   |
| 25 | 1976年 11月     | A面  | 夜のひとりごと            | 岡田冨美子   | 橋本國孝         | 京建輔           | ミノル フォン   | KA-1029  |
| 25 | 1976年 11月     | B面  | 冬の別れ                  | 岡田冨美子   | 沖田宗丸         | 京建輔           | ミノル フォン   | KA-1029  |
| 26 | 1977年 8月      | A面  | あまえ                    | 春野うらら   | 遠藤実           | 京建輔           | ミノル フォン   | KA-1065  |
| 26 | 1977年 8月      | B面  | 雨あがり                  | いではく     | 遠藤実           | 京建輔           | ミノル フォン   | KA-1065  |
| 27 | 1980年 2月      | A面  | 誘惑                      | 橋本淳       | 平尾昌晃         | 竜崎孝路         | 日本 コロムビア | PK-186   |
| 27 | 1980年 2月      | B面  | 冬の女                    | 橋本淳       | 平尾昌晃         | 竜崎孝路         | 日本 コロムビア | PK-186   |
| 28 | 1980年 5月      | A面  | 私は女                    | 橋本淳       | 渡辺岳夫         | 京建輔           | 日本 コロムビア | AK-619   |
| 28 | 1980年 5月      | B面  | セクシー・トゥナイト      | 橋本淳       | 渡辺岳夫         | 京建輔           | 日本 コロムビア | AK-619   |
| 29 | 1980年 11月     | A面  | あなたなしでは            | 岡田冨美子   | 美樹克彦         | 竜崎孝路         | 日本 コロムビア | AK-746   |
| 29 | 1980年 11月     | B面  | ビギン                    | なかにし礼   | 美樹克彦         | 竜崎孝路         | 日本 コロムビア | AK-746   |
| 30 | 1980年 12月     | A面  | 愛の冒険者                | 竜真知子     | 佐藤健           | 井上鑑           | 日本 コロムビア | AH-4     |
| 30 | 1980年 12月     | B面  | 愛はフォーエバー          | 竜真知子     | 佐藤健           | 井上鑑           | 日本 コロムビア | AH-4     |
| 31 | 1981年 8月      | A面  | ちぎれ雲                  | 竜真知子     | 中島薫           | 竜崎孝路         | 日本 コロムビア | AH-87    |
| 31 | 1981年 8月      | B面  | 雨のさよなら              | さいとう大三 | 沖田宗丸         | 竜崎孝路         | 日本 コロムビア | AH-87    |
| 32 | 1982年 2月      | A面  | テレフォン・ブルー        | 有馬三恵子   | 川口真           | 川口真           | 日本 コロムビア | AH-171   |
| 32 | 1982年 2月      | B面  | わからずや                | 有馬三恵子   | 川口真           | 川口真           | 日本 コロムビア | AH-171   |
| 33 | 1982年 8月      | A面  | 夢淡きタンゴ              | たかたかし   | 市川昭介         | 斉藤恒夫         | 日本 コロムビア | AH-246   |
| 33 | 1982年 8月      | B面  | 星影のひと                | たかたかし   | 市川昭介         | 斉藤恒夫         | 日本 コロムビア | AH-246   |

#### デュエット・シングル
| 発売日         | デュエット | 曲順 | タイトル     | 作詞     | 作曲   | 編曲     | レーベル | 規格品番   |
| -------------- | ---------- | ---- | ------------ | -------- | ------ | -------- | -------- | ---------- |
| 1995年 2月22日 | 高橋元太郎 | 02   | ふるえて眠れ | 山上路夫 | 弦哲也 | 佐山雅弘 | テイチク | TEDA-10327 |

### アルバム
| 発売日        | タイトル                                 | レーベル        | 規格 | 規格品番            |
| ------------- | ---------------------------------------- | --------------- | ---- | ------------------- |
| 1971年5月     | タバコの火を消して                       | フィリップス    | LP   | FX-8013             |
| 1973年3月1日  | 由美かおる ニュー・アルバム              | フィリップス    | LP   | FX-8070             |
| 2024年2月14日 | 由美かおる ニュー・アルバム              | ユニバーサル    | LP   | UPJY-9387【復刻盤】 |
| 2004年8月25日 | 由美かおる ゴールデン☆ベスト             | 日本クラウン    | CD   | CRCN-20313          |
| 2014年4月23日 | しんぐるこれくしょん〜日本コロムビア編〜 | 日本コロムビア  | CD   | COCP-38491          |
| 2019年3月27日 | ジュエルボックス                         | NISHINO RECORDS | CD   | NIS-201901          |
| 2024年9月4日  | シングルコレクション・クラウンイヤーズ   | 日本クラウン    | CD   | CRCN-41491〜2       |

### タイアップ曲
| 年     | 楽曲                      | タイアップ                                           |
| ------ | ------------------------- | ---------------------------------------------------- |
| 1967年 | レモンとメロン            | 映画『銀の長靴』挿入歌                               |
| 1967年 | レッツ・ゴー!高校レモン娘 | 映画『レッツゴー!高校レモン娘』主題歌                |
| 1969年 | デートの日記              | 映画『デートの日記』主題歌                           |
| 1969年 | 愛の風船                  | 日本テレビ系ドラマ『見合い恋愛』主題歌               |
| 1973年 | しなの川〜雪のさだめ      | 映画『しなの川』主題歌                               |
| 1974年 | ジャンポ!                 | 日本テレビ系『スターむりむりショー』主題歌           |
| 1976年 | 夜のひとりごと            | 映画『トラック野郎・天下御免』挿入歌                 |
| 1980年 | 私は女                    | 東京12チャンネル系ドラマ『ミラクルガール』OPテーマ   |
| 1980年 | セクシー・トゥナイト      | 東京12チャンネル系ドラマ『ミラクルガール』EDテーマ   |
| 1980年 | 愛の冒険者                | フジテレビ系ドラマ『紅い旋風ワンダーウーマン』主題歌 |